# 国家领土主权与海洋权益协同创新中心
国家领土主权与海洋权益协同创新中心是第一批高等学校创新能力提升计划（简称“2011计划”）之一，由武汉大学牵头，中心主任由武汉大学中国边界与海洋研究院院长胡德坤担任。